# ATP Challenger Coquitlam
Der ATP Challenger Coquitlam (offiziell: Coquitlam Challenger) war ein Tennisturnier, das von 1987 bis 1989 jährlich in Coquitlam, Kanada, stattfand. Es gehörte zur ATP Challenger Tour und wurde im Freien auf Hartplatz gespielt.

## Liste der Sieger

### Einzel
| Jahr | Sieger           | Finalgegner     | Ergebnis      |
| ---- | ---------------- | --------------- | ------------- |
| 1989 | Ville Jansson    | Chris Pridham   | 6:4, 6:2      |
| 1988 | Jonathan Stark   | Andrew Sznajder | 6:1, 6:2      |
| 1987 | Stephane Bonneau | Doug Burke      | 6:1, 0:6, 6:4 |

### Doppel
| Jahr | Sieger                         | Finalgegner                           | Ergebnis      |
| ---- | ------------------------------ | ------------------------------------- | ------------- |
| 1989 | Patrick Galbraith Brian Garrow | Ned Caswell Chris Garner              | 4:6, 6:4, 6:4 |
| 1988 | Joe De Foor Bruce Man Son Hing | Julian Barham Peter Wright            | 7:6, 7:6      |
| 1987 | Grant Connell Glenn Michibata  | Juan Ríos (Tennisspieler) Roger Smith | 7:6, 5:7, 6:4 |